# Pygeretmus shitkovi
Pygeretmus shitkovi е вид бозайник от семейство Тушканчикови (Dipodidae). Видът е почти застрашен от изчезване.

## Разпространение
Видът е ендемичен за пустините в Казахстан.